# Guyasuta

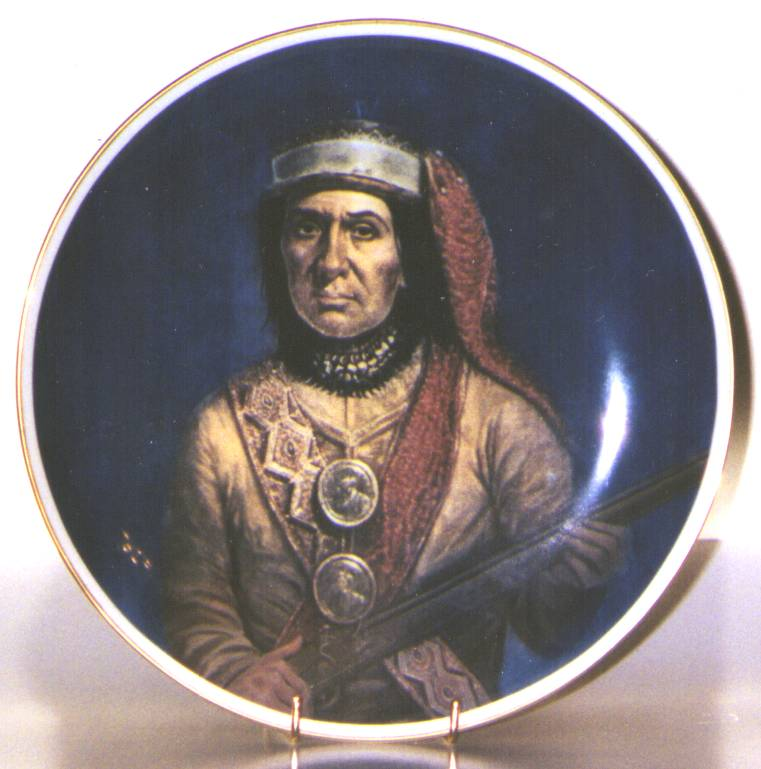
Retrato de Guyatusa

Guyasuta o Kiyasuta (1725 - 1794) fue un importante líder de los seneca durante la segunda mitad del siglo XVIII. Jugó un papel central en la diplomacia y la guerra de su tiempo en Norteamérica.
Guyasuta probablemente actuó de guía de George Washington en 1753, aunque dos años después participó en la derrota de la Expedición Braddock durante la Guerra Franco-india. Guyasuta fue un importante líder de la Rebelión de Pontiac, de tal manera que algunos historiadores la denominan Guerra de Guyatusa y Pontiac'
.
Al estallar la Revolución Americana, los revolucionarios intentaron conseguir que Guyasuta se les uniese en su lucha, pero como la mayoría de los iroqueses, se alineó con los británicos, tomando parte en la Batalla de Oriskany. Tras la guerra, el ya anciano Guyasuta trabajó intentando establecer relaciones pacíficas con los recién nacidos Estados Unidos.
Murió en 1794 y está enterrado en Custaloga.